# Glossina austeni
Glossina austeni
Pour les articles homonymes, voir Mouche et Goma Tsé-Tsé.
Espèce
Glossina austeni est l'une des 23 espèces reconnues de mouches tsé-tsé (genre Glossina) et elle appartient au groupe des savanes/morsitans (sous-genre Glossina s.s.). Glossina austeni peut transmettre la trypanosomose africaine parmi le bétail et la faune sauvage, alors qu'elle n'est pas considérée comme impliquée dans la transmission de la forme humaine de la maladie.  

## Distribution
Glossina austeni était connue pour être présent dans les pays africains le long de la côte orientale, de l'Afrique du Sud à la Somalie, mais aussi en Eswatini et au Zimbabwe. À l'exception de la Somalie où les données font défaut, la littérature scientifique évaluée par des pairs pour la période 1990-2020 corrobore les rapports antérieurs avec Glossina austeni détectée dans 6 pays; l'Eswatini, le Kenya, Mozambique, South Africa, and la République-Unie de Tanzanie. Au Zimbabwe, les derniers rapports remontent à 1992 dans une zone frontalière du Mozambique, mais des études plus récentes dans la région n'ont pas confirmé la présence de l'espèce. 